# Банк Таїланду
Банк Таїланду (тай. ธนาคารแห่งประเทศไทย) —— центральний банк Таїланду.

## Історія
У 1851 році початий випуск банкнот казначейства. В кінці XIX століття випускали банкноти відділення приватних банків в Бангкоку: Банку Індокитая, Привілейованого банку Індії, Австралії і Китаю, Банківської корпорації Гонконгу і Шанхаю.
У 1939 році як департамент Міністерства фінансів було створено Тайське національне банківське бюро, що почало операції 24 червня 1940 року. 28 квітня 1942 року на базі бюро заснований державний Банк Сіаму. Банк почав операції 10 грудня 1942 року. У 1949 році банк перейменований в Банк Таїланду.

## Музей
У палаці Банг Кхун Пхром розташовується Музей Банку Таїланду.